# Leon Smith
Leon Smith (Chicago; 2 de noviembre de 1980) es un exjugador de baloncesto estadounidense que disputó dos temporadas en la NBA además de desarrollar su carrera en la CBA, la USBL, la IBL, la ABA, y en Puerto Rico, Jordania, México, Argentina y Chile. Con 2,08 metros de estatura, jugaba en la posición de ala-pívot.

## Trayectoria deportiva

### High School
Smith jugó durante cuatro años en el Instituto Martin Luther King en Chicago, donde en su última temporada promedió 25.5 puntos, 14.5 rebotes y 6 tapones en 34 partidos. Previamente asistió al Instituto Mt. Carmel.

### Profesional
Smith fue seleccionado en la 29.ª posición del Draft de la NBA de 1999 por San Antonio Spurs y fue inmediatamente traspasado a Dallas Mavericks por los derechos de Gordan Giriček y una segunda ronda del draft de 2000. Antes de debutar con los Mavericks fue cortado en febrero de 2000. Un mes antes abandonó un psiquiátrico donde estuvo internado por varias semanas debido a un incidente en el que lanzó una piedra a una ventanilla de un coche e ingirió aproximadamente 250 pastillas. De 2000 a 2002 jugó en la IBL y en la CBA, hasta que en enero de 2002 fichó como agente libre por Atlanta Hawks de la NBA. Permaneció hasta final de temporada en el equipo, disputando 14 encuentros y promediando 2.2 puntos y 2.2 rebotes en 7.1 minutos de juego. Antes de firmar con Seattle SuperSonics en 2004 continuó jugando en las ligas menores estadounidenses y en los Criollos de Caguas del BSN de Puerto Rico. En los Sonics solo apareció en un partido, anotando 2 puntos y cogiendo 2 rebotes en 4 minutos.
En diciembre de 2007 fichó en el Estudiantes de Bahía Blanca de la liga argentina, proveniente del Unión Zacatecas de la Liga Nacional de Baloncesto Profesional de México, donde promedió 18.9 puntos y 13.2 rebotes en 12 partidos, y del Club Deportes Ancud de la División Mayor del Básquetbol de Chile. En el conjunto chileno disputó 8 partidos con números de 24.5 puntos y 20.5 rebotes, líder en la liga en este último apartado estadístico. En 2009 fichó por el Deportes Castro de Chile.

## Estadísticas de su carrera en la NBA

### Temporada regular
| Temp.   | Edad | Equipo  | Liga | P  | TIT | MIN | TC  | TCA | %TC  | 3P  | 3PA | %3P | TL  | TLA | %TL  | R.OF. | R.DEF. | REB | ASIS | ROB | TAP | PER | FP  | PTS |
| 2001-02 | 21   | Atlanta | NBA  | 14 | 0   | 7.1 | 0.7 | 1.9 | .385 | 0.0 | 0.0 |     | 0.8 | 1.2 | .647 | 0.7   | 1.5    | 2.2 | 0.2  | 0.4 | 0.1 | 0.2 | 0.9 | 2.2 |
| 2003-04 | 23   | Seattle | NBA  | 1  | 0   | 4.0 | 1.0 | 2.0 | .500 | 0.0 | 0.0 |     | 0.0 | 0.0 |      | 1.0   | 1.0    | 2.0 | 0.0  | 0.0 | 0.0 | 0.0 | 1.0 | 2.0 |
| Total   |      |         | NBA  | 15 | 0   | 6.9 | 0.7 | 1.9 | .393 | 0.0 | 0.0 |     | 0.7 | 1.1 | .647 | 0.7   | 1.5    | 2.2 | 0.2  | 0.3 | 0.1 | 0.2 | 0.9 | 2.2 |